# Leonid Romanow
Leonid Michajłowicz Romanow (ros. Леонид Михайлович Романов, ur. 13 lutego 1947 w Moskwie) – radziecki szermierz, florecista. Medalista olimpijski.
Na igrzyskach olimpijskich w Monachium w 1972 roku reprezentacja ZSRR w składzie: Władimir Dienisow, Anatolij Kotieszew, Leonid Romanow, Wasyl Stankowycz i Wiktor Putiatin zdobyła drużynowo srebrny medal. Był to jego jedyny start olimpijski.
Podczas mistrzostw świata w Montrealu w 1967 roku razem z Markiem Midlerem, Wiktorem Putiatinem, Jurijem Szarowem i Giermanem Swiesznikowem zdobył srebrny medal w zawodach drużynowych. W tej samej konkurencji zdobywał też złote medale na mistrzostwach świata w Hawanie (1969) i mistrzostwach świata w Ankarze (1970) oraz brązowy na mistrzostwach świata w Wiedniu (1971). Ponadto zdobył również srebrny medal indywidualnie na MŚ w Ankarze (za Friedrichem Wesselemem z RFN) oraz brązowy na MŚ w Wiedniu (plasując się za Wasylem Stankowyczem i Polakiem Markiem Dąbrowskim).
Po zakończeniu kariery pracował jako trener. Prowadził między innymi kobiecą reprezentację ZSRR podczas igrzysk olimpijskich w Moskwie (1980). W latach 1989–1992 był Prezydentem Federacji Szermierczej ZSRR (później Rosji).
Odznaczony orderami Zasłużonego Pracownika na rzecz Kultury Fizycznej Federacji Rosyjskiej, Zasłużonego Trenera (1990) oraz Orderem Przyjaźni (2018).